# Hentaigana

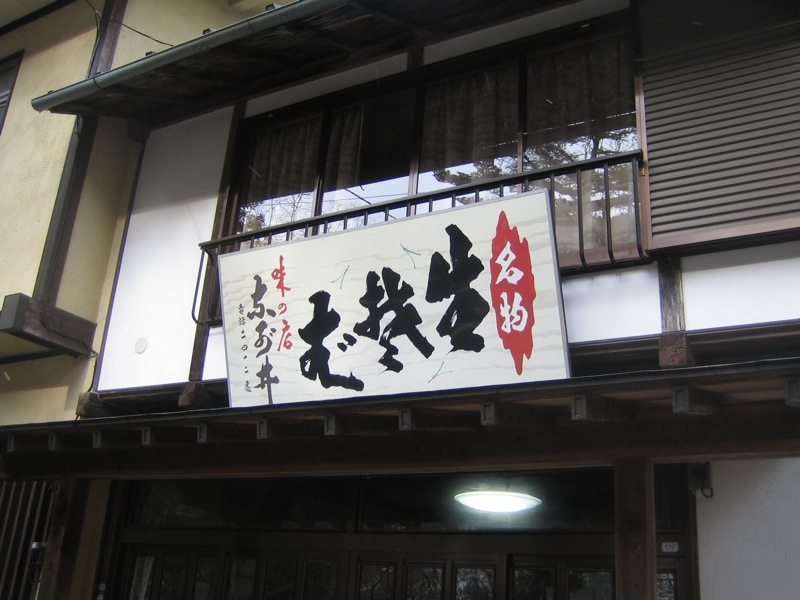
Nudelrestaurant, das Kisoba anpreist: ki ist mit dem Kanji 生 geschrieben, für so wird das vom Man’yōgana 楚 abgeleitete Hentaigana 𛁛/ verwendet und für ba das von 者 abgeleitete 𛂦/ mit Dakuten ゛.

Hentaigana (jap. 変体仮名, dt. „abweichende Kana[-Schriftzeichen]“) sind historische, nur noch selten gebrauchte japanische Silbenschriftzeichen (Kana). Wie die Hiragana wurden sie aus den Grasschriftformen der Man’yōgana entwickelt, also aus chinesischen Schriftzeichen, die phonetisch verwendet wurden, um grammatische Elemente der japanischen Sprache zu schreiben.
Vor der Standardisierung der Hiragana um das Jahr 1900 herum wurden die Hentaigana mehr oder weniger nach persönlichen Vorlieben und in beliebiger Kombination mit den Hiragana verwendet. 
Die Hiragana ん n ist ursprünglich eine Hentaigana-Form der Silbe mu, abgeleitet vom chinesischen Schriftzeichen 无. (Das u ist in japanischen Silben nahezu stimmlos). Vor bestimmten Konsonanten (m, b, p) wird n auch im modernen Japanisch als m gelesen. 
Im modernen Japanisch sind die Hentaigana verschwunden, sie finden sich nur noch als Schmuckelemente auf Ladenschildern, etwa von traditionellen Restaurants mit japanischer Küche. Traditionsbewusste Gruppen wie Kampfschulen, Etiketteschulen oder religiöse Gruppen verwenden die Hentaigana teilweise noch in handschriftlichen Texten.

## Vergleich mit der deutschen Schrift
Das lange s (ſ), das teilweise noch bis zur Mitte des 20. Jahrhunderts in Deutschland, bis etwa zum 18. Jahrhundert auch in anderen europäischen Sprachen auch im Antiquatext Verwendung fand und bis heute im Fraktursatz die Regel darstellt, kann nicht als perfektes Äquivalent der Hentaigana angesehen werden, da die Auswahl einer Hentaigana-Variante ganz dem persönlichen Geschmack des Schreibenden anheimgestellt bleibt, während für die Auswahl zwischen gewöhnlichem und langem s genaue Regeln existieren, die jede Abweichung vom Standard als orthographischen Fehler erscheinen lassen. Eher lassen sich die verschiedenen fakultativen schreibtechnischen Varianten einiger Zahlzeichen (z. B. der 3 (oben eckig oder rund), der 4 (wie dargestellt oder ohne die obere Hälfte des diagonalen Strichs), der 7 (mit oder ohne horizontalem Querstrich), einiger Interpunktionszeichen (z. B. des &) und Buchstaben (z. B. des g) mit Hentaigana gleichsetzen.

## Standardisierte Hentaigana

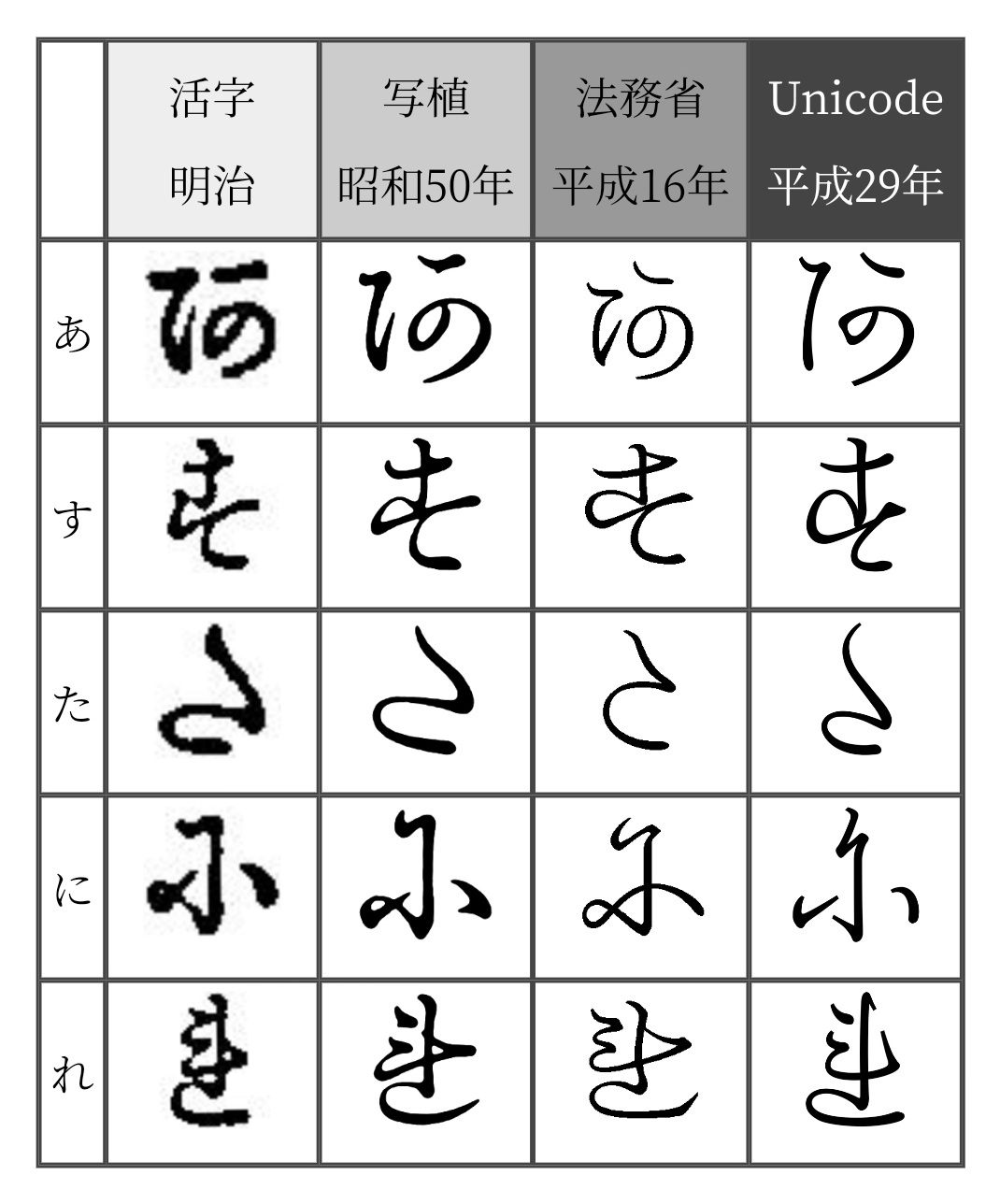
Hentaigana werden nach und nach vergessen und verzerrt. Von links ist die Meiji-Periode, 1975, 2004, 2017.

Einige Hentaigana wurden in Unicode ab Version 10.0 vom Juni 2017 in den Blöcken Kana, Ergänzung sowie Kana, erweitert-A standardisiert, um unter anderem die Digitalisierung alter Namensregister und Grabinschriften zu ermöglichen.
|    | a                                                                                   | i                                                              | u                                                       | e                                                                     | o                                                       |
| -  | あ(安)                                                                              | い(以)                                                         | う(宇)                                                  | え(衣)                                                                | お(於)                                                  |
| -  | 𛀂(安) 𛀅(惡) 𛀃(愛) 𛀄(阿)                                                         | 𛀆(以) 𛀇(伊) 𛀈(意) 𛀉(移)                                    | 𛀊(宇) 𛀋(宇) 𛀌(憂) 𛀍(有) 𛀎(雲)                      | 𛀁(江) 𛀏(盈) 𛀐(縁) 𛀑(衣) 𛀒(衣) 𛀓(要)                             | 𛀔(於) 𛀕(於) 𛀖(隱)                                    |
| k  | か(加)                                                                              | き(幾)                                                         | く(久)                                                  | け(計)                                                                | こ(己)                                                  |
| k  | 𛀗(佳) 𛀘(加) 𛀙(可) 𛀚(可) 𛀛(嘉) 𛀢(家) 𛀜(我) 𛀝(歟) 𛀞(賀) 𛀟(閑) 𛀠(香) 𛀡(駕) | 𛀣(喜) 𛀤(幾) 𛀥(幾) 𛀦(支) 𛀻(期) 𛀧(木) 𛀨(祈) 𛀩(貴) 𛀪(起) | 𛀫(久) 𛀬(久) 𛀭(九) 𛀮(供) 𛀯(倶) 𛀰(具) 𛀱(求)        | 𛀳(介) 𛀲(介) 𛀢(家) 𛀴(希) 𛀵(氣) 𛀶(計) 𛀷(遣)                      | 𛀸(古) 𛂘(子) 𛀹(故) 𛀻(期) 𛀺(許)                      |
| s  | さ(左)                                                                              | し(之)                                                         | す(寸)                                                  | せ(世)                                                                | そ(曾)                                                  |
| s  | 𛀼(乍) 𛀽(佐) 𛀾(佐) 𛀿(左) 𛁀(差) 𛁁(散) 𛁂(斜) 𛁃(沙)                             | 𛁄(之) 𛁅(之) 𛁆(事) 𛁇(四) 𛁈(志) 𛁉(新)                      | 𛁊(受) 𛁋(壽) 𛁌(數) 𛁍(數) 𛁎(春) 𛁏(春) 𛁐(須) 𛁑(須) | 𛁒(世) 𛁓(世) 𛁔(世) 𛁕(勢) 𛁖(聲)                                    | 𛁗(所) 𛁘(所) 𛁙(曾) 𛁚(曾) 𛁛(楚) 𛁜(蘇) 𛁝(處)        |
| t  | た(太)                                                                              | ち(知)                                                         | つ(州)                                                  | て(天)                                                                | と(止)                                                  |
| t  | 𛁞(堂) 𛁟(多) 𛁠(多) 𛁡(當)                                                         | 𛁢(千) 𛁣(地) 𛁤(智) 𛁥(知) 𛁦(知) 𛁧(致) 𛁨(遲)               | 𛁩(川) 𛁪(川) 𛁫(津) 𛁬(都) 𛁭(徒)                      | 𛁮(亭) 𛁯(低) 𛁰(傳) 𛁱(天) 𛁲(天) 𛁳(天) 𛁴(帝) 𛁵(弖) 𛁶(轉) 𛂎(而) | 𛁷(土) 𛁸(度) 𛁹(東) 𛁺(登) 𛁻(登) 𛁼(砥) 𛁽(等) 𛁭(徒) |
| n  | な(奈)                                                                              | に(仁)                                                         | ぬ(奴)                                                  | ね(祢)                                                                | の(乃)                                                  |
| n  | 𛁾(南) 𛁿(名) 𛂀(奈) 𛂁(奈) 𛂂(奈) 𛂃(菜) 𛂄(那) 𛂅(那) 𛂆(難)                      | 𛂇(丹) 𛂈(二) 𛂉(仁) 𛂊(兒) 𛂋(爾) 𛂌(爾) 𛂍(耳) 𛂎(而)        | 𛂏(努) 𛂐(奴) 𛂑(怒)                                    | 𛂒(年) 𛂓(年) 𛂔(年) 𛂕(根) 𛂖(熱) 𛂗(禰) 𛂘(子)                      | 𛂙(乃) 𛂚(濃) 𛂛(能) 𛂜(能) 𛂝(農)                      |
| h  | は(波)                                                                              | ひ(比)                                                         | ふ(不)                                                  | へ(部)                                                                | ほ(保)                                                  |
| h  | 𛂞(八) 𛂟(半) 𛂠(婆) 𛂡(波) 𛂢(盤) 𛂣(盤) 𛂤(破) 𛂥(者) 𛂦(者) 𛂧(葉) 𛂨(頗)        | 𛂩(悲) 𛂪(日) 𛂫(比) 𛂬(避) 𛂭(非) 𛂮(飛) 𛂯(飛)               | 𛂰(不) 𛂱(婦) 𛂲(布)                                    | 𛂳(倍) 𛂴(弊) 𛂵(弊) 𛂶(遍) 𛂷(邊) 𛂸(邊) 𛂹(部)                      | 𛂺(保) 𛂻(保) 𛂼(報) 𛂽(奉) 𛂾(寶) 𛂿(本) 𛃀(本) 𛃁(豊) |
| m  | ま(末)                                                                              | み(美)                                                         | む(武)                                                  | め(女)                                                                | も(毛)                                                  |
| m  | 𛃂(万) 𛃃(末) 𛃄(末) 𛃅(滿) 𛃆(滿) 𛃇(萬) 𛃈(麻) 𛃖(馬)                             | 𛃉(三) 𛃊(微) 𛃋(美) 𛃌(美) 𛃍(美) 𛃎(見) 𛃏(身)               | 𛃐(武) 𛃑(無) 𛃒(牟) 𛃓(舞) 𛄝(无) 𛄞(无)               | 𛃔(免) 𛃕(面) 𛃖(馬)                                                  | 𛃗(母) 𛃘(毛) 𛃙(毛) 𛃚(毛) 𛃛(茂) 𛃜(裳) 𛄝(无) 𛄞(无) |
| y  | や(也)                                                                              | 𛀆(以)                                                         | ゆ(由)                                                  | 𛀁(江)                                                                | よ(与)                                                  |
| y  | 𛃝(也) 𛃞(也) 𛃟(屋) 𛃠(耶) 𛃡(耶) 𛃢(夜)                                           | 𛀆(以)                                                         | 𛃣(游) 𛃤(由) 𛃥(由) 𛃦(遊)                             | 𛀁(江)                                                                | 𛃧(代) 𛃨(余) 𛃩(與) 𛃪(與) 𛃫(與) 𛃬(餘) 𛃢(夜)        |
| r  | ら(良)                                                                              | り(利)                                                         | る(留)                                                  | れ(礼)                                                                | ろ(呂)                                                  |
| r  | 𛃭(羅) 𛃮(良) 𛃯(良) 𛃰(良) 𛁽(等)                                                  | 𛃱(利) 𛃲(利) 𛃳(李) 𛃴(梨) 𛃵(理) 𛃶(里) 𛃷(離)               | 𛃸(流) 𛃹(留) 𛃺(留) 𛃻(留) 𛃼(累) 𛃽(類)               | 𛃾(禮) 𛃿(禮) 𛄀(連) 𛄁(麗)                                           | 𛄂(呂) 𛄃(呂) 𛄄(婁) 𛄅(樓) 𛄆(路) 𛄇(露)               |
| w  | わ(和)                                                                              | ゐ(為)                                                         | (汙)                                                    | ゑ(恵)                                                                | を(遠)                                                  |
| w  | 𛄈(倭) 𛄉(和) 𛄊(和) 𛄋(王) 𛄌(王)                                                  | 𛄍(井) 𛄎(井) 𛄏(居) 𛄐(爲) 𛄑(遺)                             |                                                         | 𛄒(惠) 𛄓(衞) 𛄔(衞) 𛄕(衞)                                           | 𛄖(乎) 𛄗(乎) 𛄘(尾) 𛄙(緒) 𛄚(越) 𛄛(遠) 𛄜(遠) 𛀅(惡) |
|    | ん(无)                                                                              |                                                                |                                                         |                                                                       |                                                         |
| n' | 𛄝(无) 𛄞(无)                                                                       |                                                                |                                                         |                                                                       |                                                         |

Zur Anzeige müssen spezielle Schriftarten installiert sein, da aufgrund der noch nicht lang zurückliegenden Standardisierung und der seltenen Verwendung die beiden Hentaigana-Blöcke in den meisten gängigen Schriften zur Darstellung von japanischem Text nicht enthalten sind. Folgende frei erhältliche Schriften beinhalten Glyphen für die entsprechenden Blöcke:
- BabelStone Han
- IPA MJ Mincho ab Version 5.01
- Hanazono Mincho
- Hanazono Mincho ADFKO
- UniHentaikana

## Beispielliste
Nachfolgend sind einige Hentaigana aufgeführt, einschließlich deren Ursprungskanji, dem heute stattdessen verwendeten Hiragana-Zeichen für den entsprechenden Lautwert und dem Unicode-Codepunkt:

以 (い) i, U+1B006
江 (え) e, U+1B001
於 (お) o, U+1B015
可 (か) ka, U+1B019
起 (き) ki, U+1B02A
古 (こ) ko, U+1B038
志 (し) shi, U+1B048
春 (す) su, U+1B04E
多 (た) ta, U+1B060
奈 (な) na, U+1B081
能 (の) no, U+1B09B
者 (は) ha, U+1B0A6
由 (ゆ) yu, U+1B0E5
連 (れ) re, U+1B100
路 (ろ) ro, U+1B106
王 (わ) wa, U+1B10B